# Enfrentamientos del Sahara Occidental (2020-presente)
Los enfrentamientos del Sahara Occidental es un conflicto entre el reino de Marruecos y el Frente Polisario firmantes de un alto el fuego en 1991 para poner fin a la guerra entre el Polisario y Marruecos (1975-1991) e iniciar el proceso de descolonización del Sahara Occidental supervisado por Naciones Unidas, organización que además sigue reconociendo que es una colonia española de iure. El 14 de noviembre de 2020 el Frente Polisario consideró roto el alto el fuego, instó a las Naciones Unidas a intervenir y decretó el "estado de guerra" en todo el territorio en respuesta al ataque del ejército marroquí realizado un día antes, en la madrugada del jueves al viernes 13 de noviembre de 2020, en el paso fronterizo de Guerguerat para expulsar a un grupo de unos 50 civiles saharauis que bloqueaban desde el 21 de octubre la carretera de conexión con Mauritania para exigir a la ONU que celebre el referéndum de autodeterminación prometido desde 1991. Varios cientos de camiones estaban afectados por el bloqueo retenidos en Guerguerat.
El paso de Guerguerat se encuentra en la llamada "zona de separación" según los acuerdos militares entre el Frente Polisario y Marruecos en el marco de la ONU y ha sido denunciado por el Frente Polisario como un paso ilegal. Estos acuerdos establecen únicamente cuatro puntos en los que se puede pasar de un lado a otro del Muro del Sahara Occidental construido en los años 80 por Marruecos para separar el territorio efectivamente ocupado por Marruecos y evitar las incursiones del Polisario además del regreso de los refugiados saharauis al territorio.
Tras el decreto de "estado de guerra" del Frente Polisario los "partes de guerra" del Polisario informan de ataques a diferentes bases militares marroquíes cerca del Muro. Informaciones desde los campamentos de refugiados saharauis señalan la movilización social masiva de la población para alistarse como voluntarios y exigir armas. Marruecos por su parte reconoció la operación realizada por sus Fuerzas Armadas describiéndola como "pacífica e inofensiva" para garantizar la libre circulación de bienes y de personas.   Considera que ha actuado en legítima defensa y subraya la normalización del tráfico en la carretera de conexión con Mauritania permitiendo ya el paso de cientos de camiones bloqueados. En las primeras horas negó que se estuvieran produciendo ataques por parte del Frente Polisario. El 15 de noviembre desmintió que se hubieran producido víctimas mortales por los ataques y minimizó los ataques calificándolos de "hostigamientos" y "provocaciones".  En sus comunicados destaca el apoyo internacional que está recibiendo.
Tampoco pudo negar el ataque a Guergerat por parte del Frente Polisario con cohetes del 24 de enero y ha reportado a las NNUU 1099 ataques lanzados por el Frente Polisario. 
Naciones Unidas, la Unión Europea y el país vecino, Mauritania, reclaman la vuelta al diálogo político. España, que sigue siendo la única administradora de iure del Sáhara Occidental reconocida por la ONU, por tanto, responsable legal y política de su situación, emitió un comunicado en qué «apoya los esfuerzos para garantizar el respeto del alto el fuego en el Sáhara Occidental acordado y supervisado por MINURSO» e «instando a las partes a retomar el proceso negociador y a avanzar hacia una solución política, justa y duradera y mutuamente aceptable según los parámetros que establecen de forma reiterada las resoluciones del Consejo de Seguridad de Naciones Unidas.» Sin embargo y contraviniendo dichas resoluciones, el 14 de marzo de 2022, el gobierno español mostró un viraje en su posición mediante un comunicado conjunto del Pedro Sánchez, Presidente del Gobierno de España y Mohamed VI, Rey de Marruecos, en el que se recogen los acuerdos de apoyo a la posición de Marruecos respecto el Sáhara occidental, rompiendo su tradicional y obligada neutralidad.  

## Contexto

Muros marroquíes en el territorio del Sahara Occidental, durante la guerra del Sahara Occidental (1975-1991). En amarillo, el territorio ocupado por el Frente Polisario.

Activistas saharauis ya habían hecho un bloqueo similar en 2016, cuando las fuerzas marroquíes traspasaron la zona tampón para construir una carretera en la zona desmilitarizada.
El objetivo de los manifestantes era llamar la atención de la comunidad internacional, bloqueando una importante ruta comercial antes de que el 30 de octubre el Consejo de Seguridad de las Naciones Unidas se reuniera para discutir la renovación de la MINURSO. La localidad, en la frontera entre Mauritania y el Sáhara Occidental, debería ser una zona destinada a la preservación del alto el fuego, pero permanece bajo administración marroquí.

## Desarrollo

### 13 de noviembre
Tres semanas después del bloqueo, la noche del 12 al 13 de noviembre, tras días enviando efectivos en la zona, el ejército marroquí penetró por la zona desmilitarizada, cruzando el muro marroquí por tres puntos diferentes, según fuentes saharauis. El ejército saharaui respondió a la acción, con disparos al aire por parte de ambos bandos, pero sin que hubiera enfrentamiento directo ni bajas. La República Árabe Saharaui Democrática (RASD) acusó a Marruecos de enviar "matones vestidos de civiles" para boicotear la protesta pacífica de los civiles que había desde el 21 de octubre, así como de quemar las jaimas donde se hay alojaban.
El Frente Polisario, fuerza de gobierno en los territorios liberados de la República Árabe Saharaui Democrática, había desalojado a los civiles de la localidad, y el mismo 13 de noviembre hacía un llamamiento público donde se afirmaba que empezaba la guerra por la liberación de su pueblo,  al considerar que Marruecos había violado el alto el fuego de 1991.
Mientras que medios de comunicación saharauis aseguran que se están produciendo grandes protestas en El Aaiún, capital oficial del Sahara Occidental y bajo el control marroquí, en contra «el ataque» a Guerguerat, los medios de comunicación oficialistas se hicieron eco de las declaraciones del alcalde Ould Errachid, que aseguraba que los habitantes de la ciudad apoyaban las acciones marroquíes. Las Fuerzas Armadas Reales de Marruecos se atribuyeron el control total sobre el cruce fronterizo de Guerguerat.

### Ataque a Mahbes
En Mahbes, en el extremo noreste del Sáhara Occidental, las fuerzas del Frente Polisario atacaron la base militar marroquí con lanzacohetes Katyusha, convirtiéndose en el primer enfrentamiento armado en el Sáhara Occidental desde que se firmó el alto el fuego el 1991. Las fuentes marroquíes afirmaban que su ejército había repelido el ataque saharaui utilizando armamento antitanque.  Ese mismo día, las fuerzas saharauis atacaron cuatro bases y dos puntos de controles marroquíes al muro. Según fuentes saharauis, causaron bajas mortales y destruyeron las posiciones.

### 14 de noviembre
La madrugada del 14 de noviembre, el presidente de la RASD, Brahim Ghali, emitió un nuevo comunicado donde daba por finalizados los compromisos del alto el fuego de 1991, por lo que se reanudaban oficialmente las hostilidades. Ese mismo día, las fuerzas saharauis bombardearon Echergan.

### 15 de noviembre
El 15 de noviembre, se informó de más escaramuzas entre la RASD y las fuerzas marroquíes a lo largo del muro de seguridad, especialmente cerca de Al Mahbes, donde las fuerzas marroquíes afirmaron haber destruido un vehículo blindado de la RASD.

### 16 de noviembre
El 16 de noviembre, la MINURSO informó que continuaban las escaramuzas a lo largo del muro de seguridad.

### 18 de noviembre
El 18 de noviembre, la MINURSO informó del hostigamiento de incendios en los puntos a lo largo del muro de seguridad.

### 2024
El 12 de diciembre de 2024, dos soldados marroquíes murieron y otro resultó gravemente herido al estallar una mina anticarro mientras llevaban a cabo una operación de desminado en la zona desértica de Touizgui (próxima al Sáhara Occidental)

## Reacciones internacionales

### Organizaciones internacionales
- Naciones Unidas - El Secretario General de las Naciones Unidas, António Guterres, lamentó, en el día 13 de noviembre, que la mediación de las Naciones Unidas no haya servido para evitar la actual escalada de tensión entre Marruecos y el Frente Polisario y ha expresado su «grave preocupación respecto a las posibles consecuencias de los últimos acontecimientos».[38]
- Unión Africana[39][40]
- El Presidente de la Unión Africana y Presidente de Sudáfrica, Cyril Ramaphosa, escribió una carta al Consejo de Seguridad de la ONU que "insta[ba] a todas las partes a que respeten el Plan de Arreglo, que dispone un 'alto el fuego' y la celebración de un referéndum para que el pueblo del Sáhara Occidental ejerza su derecho a la libre determinación."[41]

### Países extranjeros

#### A favor del alto el fuego
- Alemania - El Ministerio de Asuntos Exteriores anunció que el gobierno alemán está siguiendo muy de cerca los acontecimientos en Guerguerat, y pidió «a todas las partes del conflicto a que actúen con moderación y vuelvan al proceso político».[42][43]
- Argelia - Considerado el principal aliado del Frente Polisario y también uno de los países que no tienen relaciones diplomáticas con Marruecos, lamentó, a través del Ministerio de Asuntos Exteriores, «las graves violaciones del alto el fuego» e instó al «cese inmediato de estas operaciones militares, las consecuencias podrían afectar la estabilidad de toda la región».[44] También instó a las dos partes «a hacer prueba de un sentido de responsabilidad y contención y respetar, en su integridad, el acuerdo militar firmado entre ambos y la ONU» y pidió que «las Naciones Unidas y el MINURSO sigan cumpliendo con su misión de manera imparcial tal como lo exijan las circunstancias actuales».[44]
- Brasil - El Ministerio de Relaciones Exteriores expresó su rechazo a la violencia en el Sáhara Occidental y pidió que se respete el alto el fuego.[45]
- China - En  un llamado a Marruecos y al Frente Polisario pidió que regresaran a la mesa de negociaciones, y subrayó hay que cambiar los métodos para abordar la cuestión saharaui dentro del Consejo de Seguridad. Además añadió <<China apoya los esfuerzos de las Naciones Unidas para eliminar el colonialismo y pide que los pueblos de las regiones colonizadas tengan el derecho a la autodeterminación>>.[46]
- España -  En un comunicado por el Ministerio de Asuntos Exteriores, instó mantener el alto el fuego y destaca la «importancia de la estabilidad de esta región estratégica, eje clave entre África y Europa» y pide «retomar el diálogo para avanzar en una solución política, justa y duradera y mutuamente» según los parámetros que establecen de manera reiterada las resoluciones del Consejo de Seguridad de las Naciones Unidas».[47][15]
- Francia - El Ministerio de Relaciones Exteriores pidió «que se haga todo lo posible para evitar una escalada y que se encuentre lo más rápido posible una solución política».[48]
- Mali - El Ministerio de Relaciones Exteriores y Cooperación Internacional anunció que sigue con preocupación los últimos acontecimientos en el Sáhara Occidental, sobre todo en la brecha ilegal en El Guerguerat. Al tiempo insta al Frente Polisario y Marruecos a reanudar las negociaciones diplomáticas para reducir las tensiones bélicas.[49]
- Mauritania -  El Ministerio de Asuntos Exteriores instó a ambas partes a «intentado mantener el alto el fuego» y buscar una «solución consensuada de manera urgente y de acuerdo con los mecanismos de la ONU».[44]
- Rusia - El Ministerio de Asuntos Exteriores instó a ambas partes a «cumplir con el alto el fuego». También pide buscar una resolución del conflicto «exclusivamente por medios políticos» y pide al secretario general de la ONU que envíe un nuevo enviado personal con el objetivo de promover la paz y también que se amplíe las funciones de MINURSO para garantizar este objetivo.[50]
- Turquía - el Ministerio de Exteriores afirmó que «Turquía persigue las medidas adoptadas por Marruecos con el fin de garantizar la libre circulación de personas y artículos en la región» manteniendo la zona abierta para el paso. Además «apoya los esfuerzos por la búsqueda de una solución justa y permanente para el conflicto de Sahara Occidental en el marco de las resoluciones del Consejo de Seguridad de las Naciones Unidas».[51]

#### A favor de Marruecos
- Arabia Saudita[52]
- Baréin[53]
- Catar[54]
- Chad[55][56]
- Comoras[57]
- EAU[58]
- Estados Unidos[59]- El 10 de diciembre de 2020, la administración de Donald Trump reconoció la soberanía de Marruecos sobre el Sáhara Occidental, esto a cambio del pleno establecimiento de relaciones diplomáticas de Marruecos con Israel, alcanzado con la mediación de Washington. En su cuenta de Twitter, Donald Trump anunciaba: “Hoy he firmado una proclamación reconociendo la soberanía marroquí sobre el Sáhara Occidental. ¡Una propuesta de autonomía seria, creíble y realista de Marruecos es la ÚNICA base para una solución justa y duradera para la paz perdurable y prosperidad!”. El presidente usó en su mensaje el mismo vocabulario (en las palabras “autonomía seria, creíble y realista”) que viene utilizando Marruecos desde que presentó su propuesta ante la ONU en 2007.  Esto colocó a Estados Unidos como el único país occidental que reconoce la soberanía del reino alauí sobre el Sáhara Occidental hasta el momento. El presidente de Estados Unidos anunciaba en un comunicado oficial que “EE. UU. cree que un Estado saharaui independiente no es una opción realista para resolver el conflicto y que la auténtica autonomía bajo la soberanía marroquí es la única solución viable. Instamos a las partes a entablar conversaciones sin demora, utilizando el plan de autonomía de Marruecos como único marco para negociar una solución mutuamente aceptable”.  Por otra parte, la RASD emitió otro comunicado en el que indicaba que: “La decisión de Trump no cambia en nada la naturaleza jurídica de la cuestión saharaui, ya que la comunidad internacional no reconoce la soberanía de Marruecos sobre el Sahara Occidental (…) El pueblo saharaui continuará su legítima lucha para completar su soberanía por todos los medios y asumiendo los sacrificios que esto requiere”.
- Gabón[60][61]
- Gambia[62]
- Guinea Ecuatorial[63]
- Guinea-Bisáu - La ministra de Asuntos Exteriores y Comunidades muestra el apoyo permanente de su país a que el Sáhara pertenece a Marruecos.[64]
- Guyana[65][66]
- Haití - El Gobierno de la República de Haití brindó su apoyo a Marruecos para el respeto de su integridad territorial y su soberanía sobre el Sahara marroquí.[67]
- Jordania[68]
- Kuwait[69]
- Liberia[70]
- Omán[71]
- Palestina (Estado con reconocimiento limitado) - La embajada palestina en Rabat ha reiterado, en un comunicado oficial, el apoyo a la integridad territorial de Marruecos.[72]
- República Centroafricana[57]
- República Democrática del Congo[73]
- Santo Tomé y Príncipe[57]
- Senegal[74]
- Somalia[75]
- Turkmenistán[76]
- Yemen[77]
- Yibuti[61]
- Zambia[78][79]

#### A favor de la RASD
- Cuba se reafirma en su posición de apoyo a la búsqueda de una solución a la cuestión saharaui que garantice la autodeterminación  del pueblo saharaui.[80][81]
- Irlanda[82]
- Kenia[82]
- Lesoto[83]
- México[82]
- Namibia - El Ministerio de Relaciones Internacionales y Cooperación pidió que se rechazará la petición de aperturas de consulados de países africanos en el Sáhara argumentando que es una violación directa y flagrante de las resoluciones de la Unión Africana y las Naciones Unidas sobre el derecho inalienable del pueblo del Sáhara Occidental a la autodeterminación e independencia además «El gobierno reitera su inquebrantable solidaridad con el pueblo heroico del Sáhara Occidental en su llamada a la autodeterminación y a la Unión Africana a seguir ocupándose del asunto hasta que se implementen las resoluciones pertinentes de la UA y la ONU sobre el asunto».[84]
- Nicaragua - El Ministerio de Relaciones Exteriores de Nicaragua ante la Asamblea General de la ONU reiteró su apoyo al proceso de descolonización del Sáhara Occidental.[85]
- Noruega[82]
- Sudáfrica - La representante de Sudáfrica en el Consejo de Derechos Humanos de la ONU en Ginebra reafirmó la posición de su país en apoyo del derecho del pueblo saharaui a la autodeterminación y la independencia, haciendo hincapié en la plena responsabilidad de las Naciones Unidas, y sus diversos organismos, para solucionar el conflicto del Sáhara Occidental.[86]
- Timor Oriental - Reiteró  que el Referéndum sigue siendo crucial como mecanismo para garantizar un proceso justo, libre y democrático para la autodeterminación. Además lamentó profundamente la conducta marroquí y recordó que mantienen relaciones diplomáticas con la RASD además de reconocer al Frente Polisario como representante legítimo del pueblo del Sáhara Occidental.[87]
- Venezuela[88][89] - El ministro de Asuntos Exteriores Jorge Arreaza reiteró el apoyo de Venezuela al derecho de autodeterminación de la República Árabe Saharaui Democrática (RASD).[90]

#### Contrario a ambos
- Estado Islámico: Criticó a Marruecos y al Frente Polisario por el uso que hicieron de la religión para justificar el uso de las armas, por lo que los acusó de apostasía.[91]

## Análisis
Según el analista portugués del International Crisis Group, Riccardo Fabiani, el conflicto podría ser un "punto de ruptura potencial que podría tener repercusiones importantes", y agregó que Naciones Unidas había sido bastante negligente con este tema.